# Siegfried Fomm
Siegfried Fomm (* 22. Juni 1915 in Chemnitz; † 3. Juli 1970 in Ost-Berlin) war ein deutscher Schauspieler.

## Leben
Über das Leben von Siegfried Fomm war wenig in Erfahrung zu bringen. Bekannt sind nur die Mitwirkungen an mehreren Filmen der DEFA und des Deutschen Fernsehfunks. Auch Theaterauftritte sind nachgewiesen, besonders ab Mitte der 1950er Jahre im Berliner Theater der Freundschaft, während Arbeiten in Hörspiel- und Synchronstudios nicht gefunden wurden. 

## Filmografie
- 1956: Zwischenfall in Benderath
- 1957: Polonia-Express
- 1958: Tatort Berlin
- 1959: Sie nannten ihn Amigo
- 1959: Verwirrung der Liebe
- 1959: Weimarer Pitaval: Der Fall Harry Domela (Fernsehreihe)
- 1960: Fernsehpitaval: Der Fall Haarmann (Fernsehreihe)

## Theater
- 1954: Johann Wolfgang von Goethe: Götz von Berlichingen – Regie: Hans Geißler (Städtische Bühnen Magdeburg)
- 1955: Miroslav Stehlik nach Nikolai Ostrowski: Wie der Stahl gehärtet wurde (baltischer Matrose) – Regie: Josef Stauder (Theater der Freundschaft Berlin)
- 1956: Curt Corrinth: Trojaner (Generalleutnant a. D. Schönberg) – Regie: Robert Trösch (Theater der Freundschaft Berlin)
- 1956: Erich Kästner: Emil und die Detektive (Wachtmeister Jeschke) – Regie: Hans Dieter Schmidt (Theater der Freundschaft Berlin)
- 1957: Anna Elisabeth Wiede: Das Untier von Samarkand (Wezir) – Regie: Josef Stauder (Theater der Freundschaft Berlin)
- 1957: Jewgeni Schwarz: Die Schneekönigin – Regie: Ludwig Friedrich (Theater der Freundschaft Berlin)